# Schwanberg (Steigerwald)
Der Schwanberg (bis ins 19. Jahrhundert auch Schwabenberg oder Schwam(m)berg) ist eine 474 m ü. NHN hohe markante Erhebung des Steigerwalds im bayerischen Regierungsbezirk Unterfranken.
Bekannt ist der Berg vor allem durch seine exponierte Lage, das weithin sichtbare Schloss mit der dazugehörigen Parkanlage, die evangelische Schwesterngemeinschaft Communität Casteller Ring (CCR) mit ihrer Ordenskirche St. Michael und ihrem Ordenshaus, sowie das damit verbundene Geistliche Zentrum Schwanberg, das heute den Rödelseer Ortsteil Schwanberg bildet.

## Lage und Geographie
Der Schwanberg erhebt sich am westlichen Rand des Steigerwaldes bis zu einer Höhe von 474 m ü. NHN. Er ist etwas höher als die benachbarten Höhenzüge und von ihnen weitgehend getrennt; außerdem ragt er weit in die vorgelagerte flachere Landschaft am Main hinein, die 200 Höhenmeter tiefer liegt (sogenanntes Schwanbergvorland). Dadurch wirkt der Berg vor allem von der Westseite sehr markant und bietet eine sehr gute Aussicht, weshalb der Berg auch vom 35 Kilometer nördlich gelegenen Schweinfurt noch gut zu sehen ist. Auf dem Gipfel befinden sich Sendeanlagen.
Die oberen Hänge und das Gipfelplateau des Berges sind bewaldet; dieser Bereich ist ein beliebtes Wander- und Ausflugsgebiet. Die unteren Hänge sind vollständig von Weinbergen überzogen; am Fuß des Schwanbergs befinden sich die fränkischen Weinbauorte Castell, Großlangheim, Iphofen, Rödelsee und  Wiesenbronn. Der Berg gab auch der Weingroßlage Rödelseer Schloßberg den Namen.
Geologen können auf dem Schwanberg einige sehr schöne Aufschlüsse aus der Zeit des mittleren Keuper (Teil des oberen Trias) studieren. Der Berg ist als geologischer Lehrpfad ausgewiesen und dokumentiert. An den östlichen Hängen des Berges entspringt die Bibart.

### Schutzgebiete
Im Bereich des Schwanberges befinden sich drei ausgewiesene Geotope und ein Naturschutzgebiet.

#### Alter Steinbruch am Schwanberg bei Rödelsee
Am Wanderweg zwischen Rödelsee und Schwanberg liegt ein ehemaliger Schilfsandsteinbruch. Er ist stark zugewachsen. Im oberen Teil der Aufschlusswand sind rote Tonsteine der Lehrbergschichten zu erkennen. Der Steinbruch ist vom Bayerischen Landesamt für Umwelt als Geotop 675a010 ausgewiesen.

#### Tonmergelstein am westlichen Schwanberg
Am Wanderweg zwischen Rödelsee und Schwanberg liegt ein Aufschluss gipsführender Estherienschichten. Hier sind graue Ton- und Tonmergelgesteinschichten von 1 bis 2 cm dicken Gipslagen durchzogen. Der Aufschluss ist vom Bayerischen Landesamt für Umwelt als Geotop 675a007 ausgewiesen.

#### Gipskeuper am Schwanberg

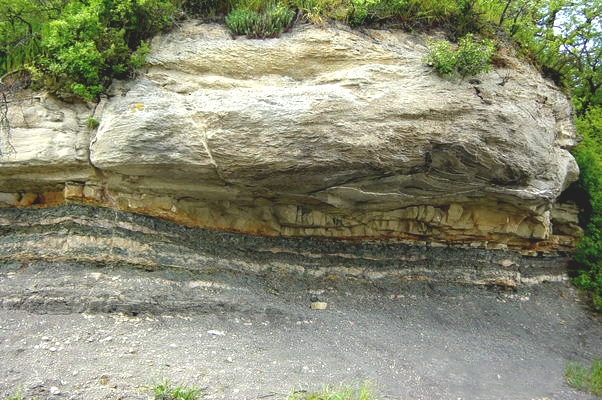
Geologischer Aufschluss am südlichen Hang des Schwanbergs bei Iphofen. Zu sehen ist die Schichtgrenze der Estherienschichten (Liegendes) zum Schilfsandstein (Hangendes).

Am Süd- und Westhang des Schwanberges liegen Aufschlüsse. Diese zeigen den teils kontinuierlichen und teils erosiven Kontakt von Estherienschichten zum Schilfsandstein. Graue Ton- und Tonmergelsteine mit weißen Gipslagen (Estherienschichten) werden dort überlagert von gelben Sandsteinen (Schilfsandstein). Teilweise sind in den Sandsteinen gut erkennbare Sedimentationsstrukturen erhalten. Die Aufschlüsse sind vom Bayerischen Landesamt für Umwelt als Geotop 675a001 ausgewiesen.
Die Schichtstufen am Schwanberg wurden mit dem offiziellen Gütesiegel „Bayerns schönste Geotope“ ausgezeichnet.

#### Naturschutzgebiet
Das etwa 10 ha große Naturschutzgebiet Halbtrockenrasen am Schwanberg (NSG-00393.01) befindet sich am Westhang des Schwanberges.

## Geschichte

### Vorchristliche Zeit
Durch das ebene Gipfelplateau und die auf drei Seiten steil abfallenden Hänge ist der Schwanberg seit Jahrtausenden ein Zufluchts- und Siedlungsort des Menschen.
Spuren menschlicher Besiedlung gehen zurück bis in die Steinzeit. Viele Funde datieren in die Mittelsteinzeit (10000–4000 v. Chr.) Um etwa 1200 v. Chr. entstanden die Vorläufer der sogenannten Keltenschanzen. Die Reste dieser später erneuerten Wälle sind heute im Wald östlich des Geistlichen Zentrums zu sehen, wo sie an zwei Schmalstellen die flachere Ostseite des Berges sicherten.
Die Kelten drangen um 400 v. Chr. auf den Berg vor. Irrtümlich ist immer wieder zu lesen, dass auf dem Schwanberg ein spätkeltisches Oppidum stand. Dies ist jedoch nicht durch Funde belegt.

### Der Schwanberg nach der Zeitenwende
Nach dem Durchzug mehrerer Volksstämme ab 50 n. Chr. besiedelten die Franken ab dem 6. Jahrhundert die Gegend.

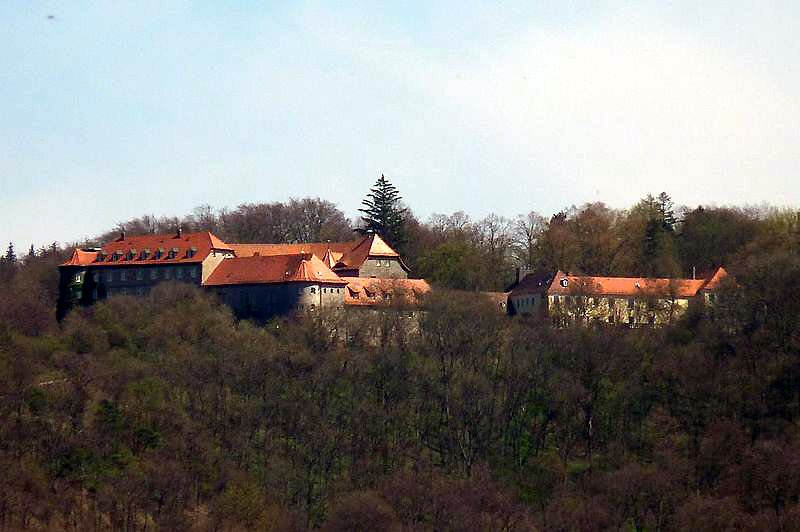
Schloss Schwanberg

Auf einem Bergsporn unterhalb des Schlosses fanden 1985 archäologische Grabungen statt, deren Befunde die Fundamente und einige Grabstellen der in den Aufzeichnungen des Canonicus am Würzburger Neumünster Michael de Leone beschriebenen St.-Walburgis-Kirche auf dem Schwanberg belegen.
 Die Kirche wurde 1525 im Bauernkrieg zerstört und war bis dahin ein bekannter Wallfahrtsort.

An dieser Stelle befindet sich der Aussichtspunkt Kappelrangen oder Kapellrangen, der an die mittelalterliche Kapelle erinnert. Von dort hat man einen weiten Blick in das Steigerwald-Vorland und das Maintal. Der Grundriss der einstigen St.-Walburgis-Kirche und die Grabstellen wurden mit Steinplatten markiert.
Der erste Bau einer Burg als Vorläuferbau des heutigen Schlosses erfolgte wahrscheinlich um 1250.
Im Dreißigjährigen Krieg diente der Schwanberg als Fluchtort; die Bewohner der umliegenden Ortschaften verschanzten sich hinter den Keltenwällen. Nachdem die Burg um 1633 niedergebrannt worden war, verfiel sie bis zum Wiederaufbau Anfang des 18. Jahrhunderts.

### Ereignisse ab dem 20. Jahrhundert

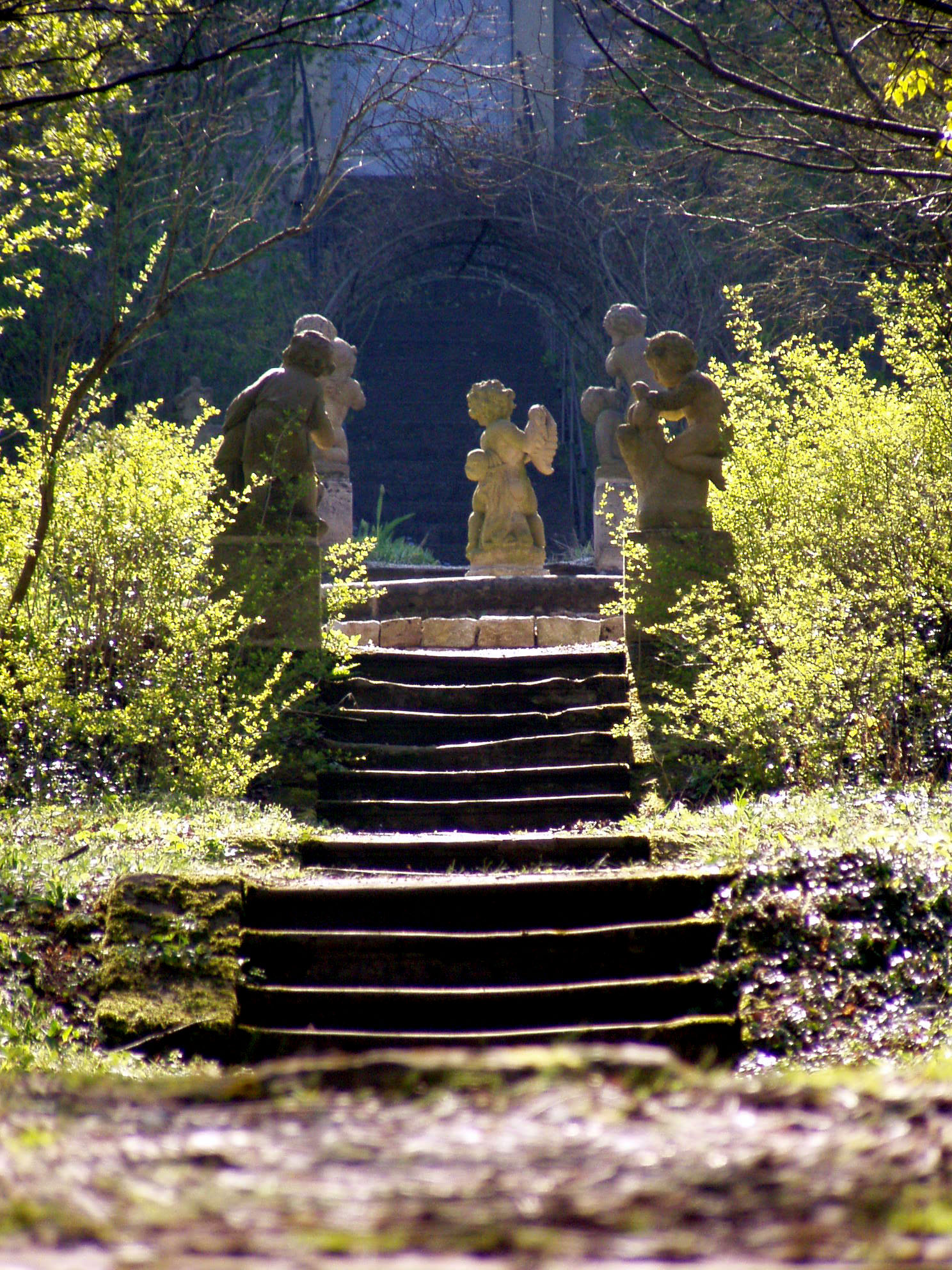
Im Puttengarten von Schloss Schwanberg

Nach einer wechselvollen Geschichte erwarb der Gießener Keramikunternehmer Jean Dern 1897 das Anwesen und baute es in ein touristisch interessantes Ausflugsziel um – das Grab von Jean Dern befindet sich auf dem Friedhof von Rödelsee.
Im Jahr 1911 kaufte Alexander Graf von Castell-Rüdenhausen das Schloss und das Schlossgut mit rund 300 Hektar Grund. Er heiratete 1898 Ottilie von Faber, die Erbin des Bleistiftfabrikanten Faber aus Stein bei Nürnberg und begründete damit den Firmennamen Faber-Castell.
Der Erbe des Anwesens, der Sohn Graf Alexanders aus seiner zweiten Ehe mit Margit Zedtwitz von Moraván und Duppau, Radulf Graf zu Castell-Rüdenhausen (1922–2004), war kinderlos; das Schloss wurde nach seinem Tode an die Communität Casteller Ring CCR verkauft.

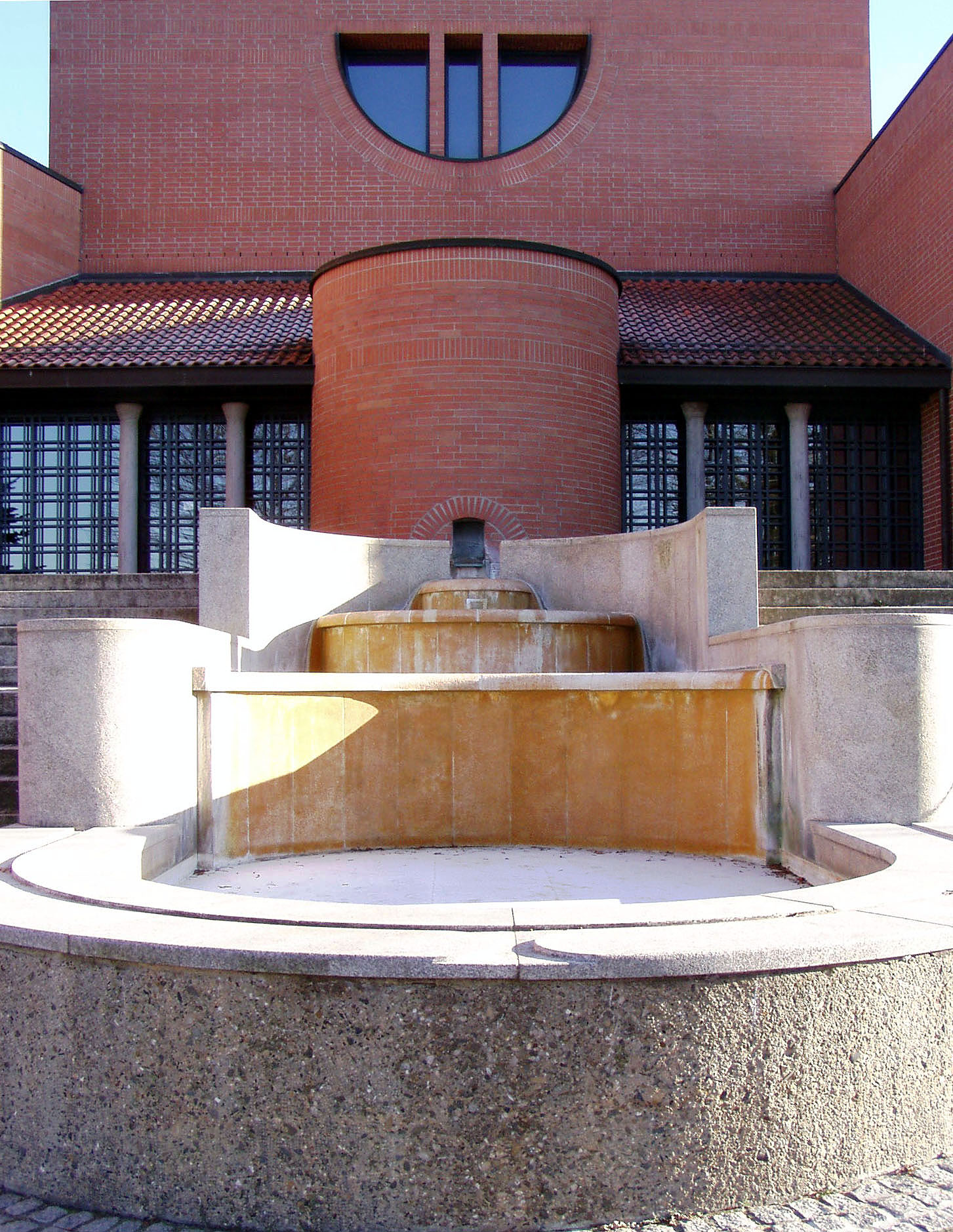
Eingangsbereich mit Wasserkaskade: Detail an der Michaelskirche, Schwanberg

Während des Zweiten Weltkriegs wurde das Schloss mit dem Ziel beschlagnahmt, dort eine NS-Schule einzurichten. Nach dem Krieg waren bis 1949 amerikanische Soldaten im Schloss untergebracht, danach wurde es in ein Altersheim umgewandelt. Nach der Verlegung des Altersheims im Jahr 1957 pachteten die Schwestern der evangelischen Communität Casteller Ring (CCR) das Schloss, zogen von ihrem vorherigen Standort in Castell auf den Schwanberg und erwarben nach dem Tode von Graf Radulf Schloss und Schlosspark.
Heute werden Schloss und das Meditationshaus St. Michael vom Geistlichen Zentrum Schwanberg oder der Communität für umfangreiche Veranstaltungen ganzjährig genutzt.
Im Jahr 1986 wurde St. Michael, die Ordenskirche der Communität, geweiht, ein architektonisches Juwel des Münchener Architekten Alexander Freiherr von Branca.
Hinter dem Mausoleum der Schlossherren vom Schwanberg beginnt ein 32 Hektar großes Mischwaldgebiet, das seit Mai 2007 als Bestattungswald genutzt wird.
Der Schwanberg ist Ausgangspunkt für ein weitverzweigtes Netz von Wanderwegen, die den Naturpark Steigerwald erschließen.
Seit 1984 findet alljährlich im Juli der Schwanberglauf statt. Die anspruchsvolle Laufstrecke führt von Iphofen über den Schwanberg nach Castell. Die Streckenlänge beträgt insgesamt 10,2 Kilometer. Auf den ersten 2,4 Kilometern ist ein Höhenunterschied von 210 Metern zu bewältigen.

### Der Park von Schloss Schwanberg
Von 1919 bis 1921 ließ Graf Alexander vom renommierten Gartenplanungsbüro des Münchner Hofgartendirektors Jakob Möhl und seinem Obergärtner Ludwig Schnizlein einen in der Region einzigartigen Schloss-Park mit einer Fläche von ca. 8 ha anlegen, in dem auch Versuchspflanzungen mit Baumarten für das Bleistiftholz der Firma Faber angelegt wurden.
Die zahlreichen Sandsteinfiguren im Garten fertigte 1930 der Würzburger Bildhauer Carlo Müller nach Vorbildern aus dem Veitshöchheimer Rokokogarten, sie befinden sich heute zum überwiegenden Teil im Puttengarten des Schlosses.
Etwas verborgen im Waldabschnitt zwischen dem Zentrum des Parks, dem Neptunbrunnen, und seinem architektonischen Abschluss, dem klassizistischen Monopteros, liegt der kleine Friedhof der Communität Casteller Ring.
Der Rundtempel ist die Grablege der beiden Schlossherren Graf Alexander und seinem Sohn aus zweiter Ehe, Radulf Graf zu Castell-Rüdenhausen sowie der zweiten Ehefrau Gräfin Margit Zedtwitz von Moraván und Duppau.
Der Schwanbergpark gehört zur jüngeren Geschichte der Gartenkunst und nimmt mit seiner Gestaltung eine Sonderstellung ein. In der Anlage sind Elemente des klassischen Barockgartens und des englischen Landschaftsgartens geschickt miteinander verknüpft.

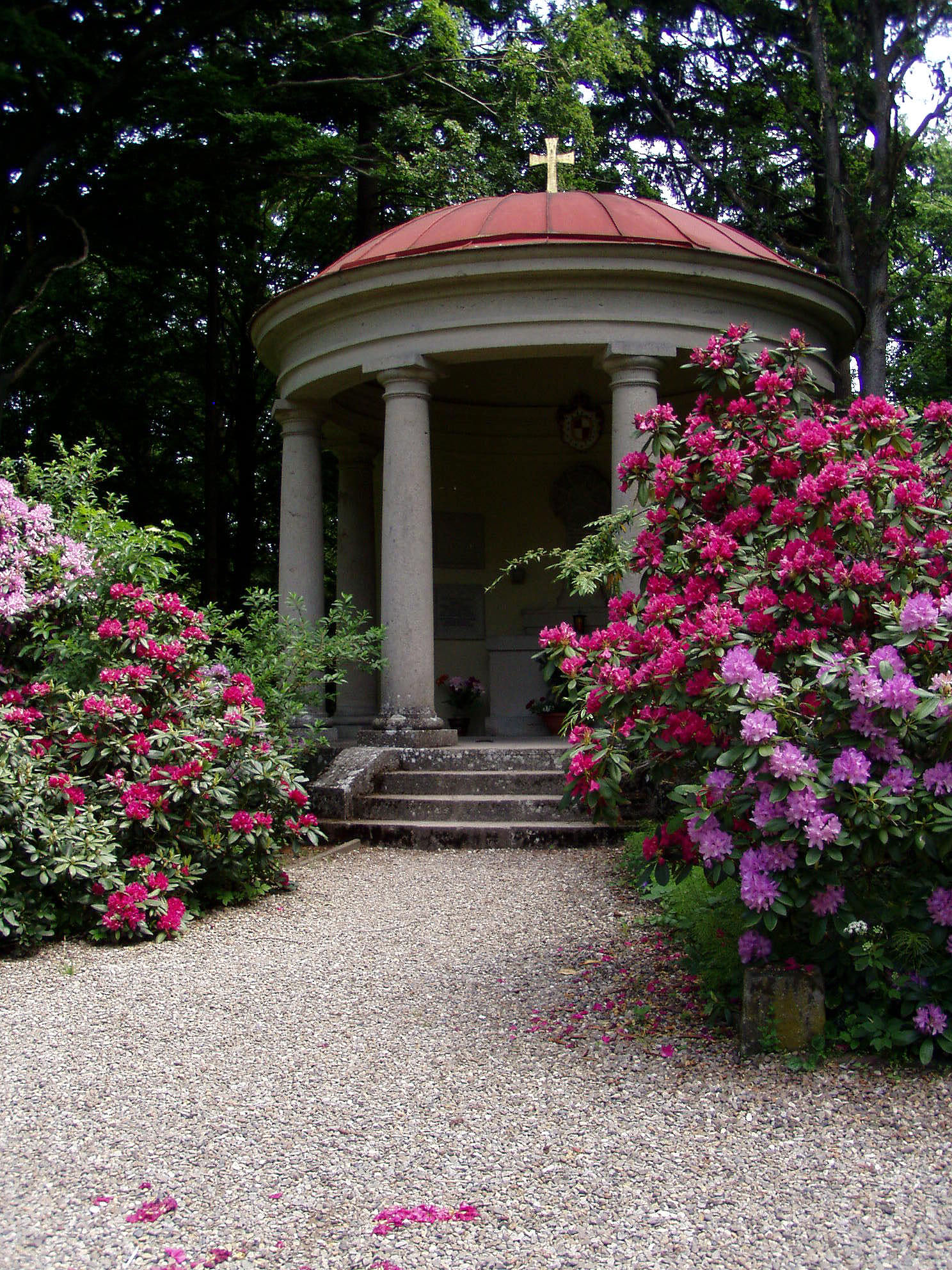
Das Mausoleum, Grablege von Graf Alexander und Gräfin Margit sowie deren Sohn Graf Radulf
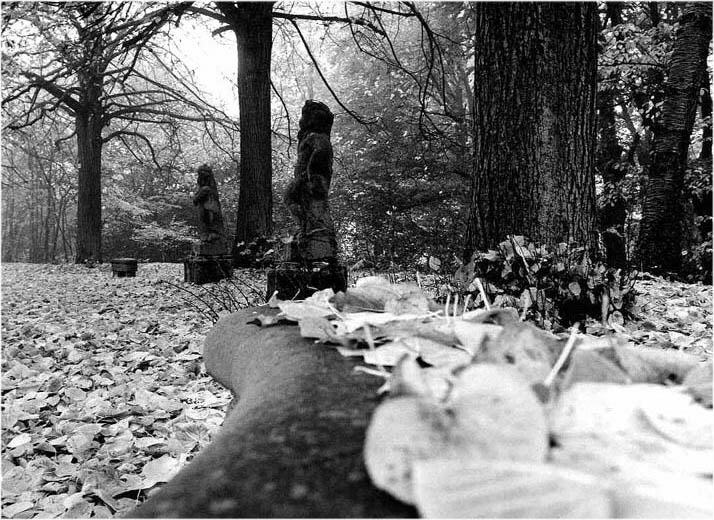
Canapé und die Puttenfiguren Herbst und Winter
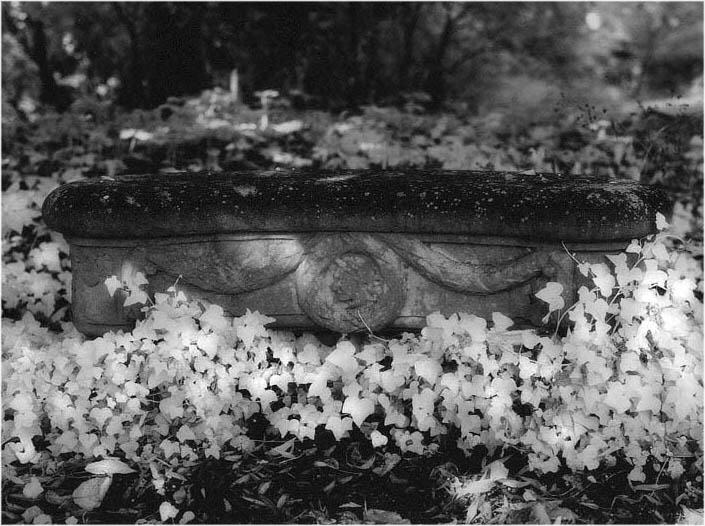
Ein Steincanapé
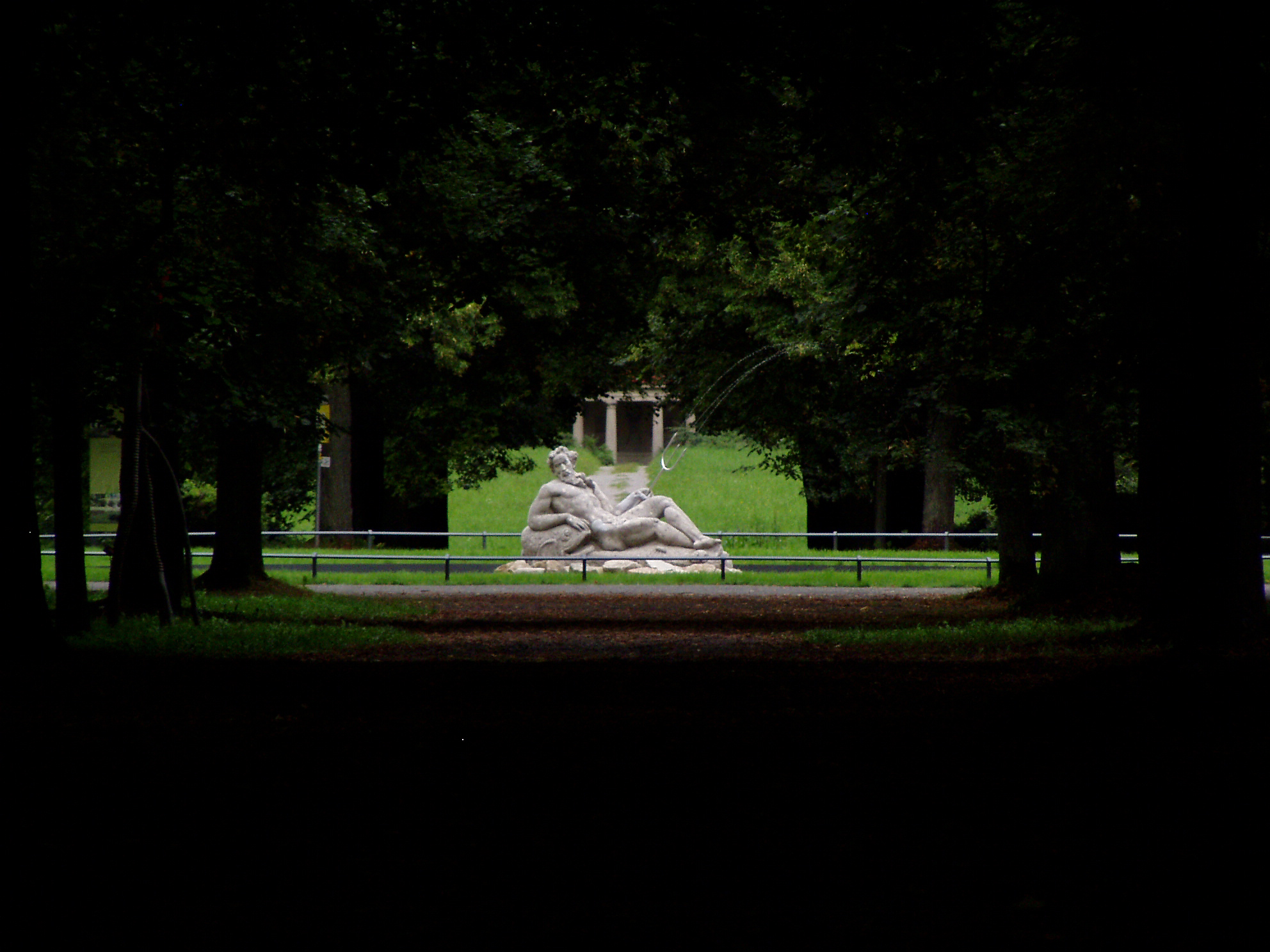
Lindenallee und Neptunbrunnen, im Hintergrund der Monopteros

Über viele Jahrzehnte wurde der Schlosspark sich selbst überlassen, die Grundstruktur des Gartens veränderte sich und war kaum mehr nachzuvollziehen, der pittoreske morbide Charme des allmählich zunehmenden Verfalls war für den Besucher deutlich zu spüren.
Von 2009 bis 2012 fand deswegen eine umfangreiche Sanierung und ein behutsamer Rückbau der Gartenanlage auf die wesentlichen Grundzüge des ursprünglichen Gartenkonzepts von 1919 statt.